# Mixing-glass

Un mixing-glass.

Il mixing-glass (letteralmente "bicchiere per mescolare") è un grosso bicchiere in vetro utilizzato nella preparazione di cocktail. È generalmente graduato e dotato di un beccuccio per riversare il liquido in esso contenuto nei bicchieri in cui viene servita la bevanda.

## Uso
Il mixing-glass è indicato per miscelare quei cocktail che, contenendo ingredienti particolarmente delicati quali distillati, vini e liquori non opachi (definiti in gergo "limpidi"), devono essere semplicemente mescolati e non agitati con lo shaker.
La tecnica di utilizzo di questo strumento consiste nel suo riempimento con ghiaccio fino a tre quarti della sua capacità per raffreddarne le pareti, successivamente si scola l'acqua in eccesso, si versano gli ingredienti, si miscelano con un cucchiaio da bar a manico lungo (bar spoon) o con lo stirrer ed infine, prendendolo dall'estremità inferiore e aiutandosi con lo strainer (uno strumento per trattenere il ghiaccio), si versa il contenuto nei bicchieri.